# Аркараганти
Аркараганти (лат. Arcaragantes) или Слободни Сармати (лат. Sarmatae liberi) били су владајући слој (лат. domini) Сармата који је због побуне зависног становништва (лат. servi) Лимиганата био принуђен да се сели из низије око доњег тока Тисе и склања на територију Римског царства, где су добили простор за становање од цара Константина.

## Етимологија
Једини извор у ком је име владајуће класе Сармата очувано у свом изворном облику јесте Јеронимова Хроника.
По Томашеку, оно је иранског порекла и значи „они који воде рат“. По Вернадском, реч је о сложеници, чија се прва компонента (Arcarag-) „у сваком случају мора објаснити посредством осетинског језика“ јер на осетинским äqäräg значи нечујан, тих, потиштен, занемео, док је друга (Antes) идентична Јорданесовом и Прокопијевом облику имена Анта. Према овом тумачењу, Аркараганти би били „занемели Анти“. Објањење имена „занемели Анти“ Вернадски налази у причи Амијана Марцелина. Пошто су поражени од Римљана, Сармати су од истих затражили заштиту.
Имајући у виду минули догађај, плашили су се онога шта им следи. Стога су с намером да понизно траже мир, изашли цару пред очи, имајући у њега поверењe, јер је у оваквим и сличним случајевима био блажи него иначе. На дан одређен за утврђивање услова, Зизаис, тада још краљевић, младић високог стаса, постројио је Сармате у борбени поредак, али не да се боре него да моле за мир. Видевши цара, бацио је оружје и легао на прса. Лежао је тако као мртав. Занемео од страха (amisso vocis officio prae timore) баш тада када је требало да прича, пре је будио сажаљење код присутних. Неколико пута је покушао да објасни шта тражи, али једва је могао, јер га је сваки пут кад је хтео да прозбори прекидао јецај. Када се најзад прибрао, речено му је да устане. Наслонивши се на колена и обуздавши језик, замолио је да му се опросте деликти и да буде помилован. Дотле је гомила његових сународника којима је било дозвољено да изнесу своје молбе из страха држала уста затворена (cuius ora formido muta claudebat), јер још није било извесно какав ће одговор добити њихов претпостављени. Када је овом речено да устане са земље и када је овима дао дуго очекивани знак да говоре, бацивши штитове и оружје, тако су се предали мољењу да су понизношћу превазишли и самог краљевића.— Ammianus Marcellinus, Res Gestae, XVII, 12, 9-10
Вернадски подсећа да у осетинском језику постоји једна клетва, која одговара овој причи: „издао те глас“! (äqäräg fäu!).

## Распрострањеност
Код Птолемеја је међуречје Дунава и Тисе означено као област Јазига. Тај податак је навео неке научнике (Шухард, Шмид и Домашевски) на закључак да су Лимиганти и Аркараганти живели управо овде. Хајнрих Кипер им је „због истоветности тла“ приписивао и „велики део простора источно од Тисе“, али се касније држао (као и Рихард Кипер) Птолемејевог податка. По Пачу, на претпоставку да су се Јазиги, барем касније, после свог јачања у новом станишту, проширили изван Међуречја, односно на исток (пошто су запад и југ до каснијег времена били непрекидно у римским рукама) не указује само истоветност обе стране Тисе, него и у великој мери и бројност Јазига. О томе сведоче и подаци из времена сукоба између Аркараганата и Лимиганата. Више од 300.000 Аркараганата је пребегло на римско тло. Ни број оних који су пребегли Виктовалима није био безначајан, пошто су касније под новим краљем помогли Римљанима у борби против Лимиганата. Обе групе су биле бројно инфериорне у односу на Лимиганте. Уз то, треба додати и оне Јазиге, које револуција није захватила, а који су, с обзиром да су практиковали лов на људе, исто тако располагали робовима и били тако моћни да су, као и ослобођени Лимиганти, упркос губицима и даље пустошили римске провинције. Међутим, не треба веровати свему што пише у изворима, нити доносити претеране закључке. Провале номадских народа су се обично сводиле на брзе, изненадне препаде мањих одреда, а бројка од 300.000 Аркараганата је вероватно претерана. У сваком случају, поставља се питање да ли је низија између Дунава и Тисе тада могла пружити довољно средстава за живот толиком броју људи са слободом кретања, утолико више што је код њих неговано и коњогојство. Узрок све чешћих упада Јазига у римске провинције Панонију и Мезију вероватно није била само склоност ратовању и пљачки (а касније и притисак Германа), него делимично и ограниченост животног простора и пренасељеност.

## Напомена
1. ↑  У неким рукописима Јеронимове Хронике име им се јавља и у облицима Argaragantes и Ardaragantes.[1]